# Arbeitsgemeinschaft Deutscher Tierzüchter
Die Arbeitsgemeinschaft Deutscher Tierzüchter e. V. (ADT)  in Bonn  ist der Dachverband der organisierten Tierzucht in Deutschland. Sie ist der Zusammenschluss der nationalen Dachverbände der Züchter von Rindern, Schweinen, Pferden, Geflügel, Schafen und Ziegen.
Entsprechend den Aufgaben der jeweiligen Mitgliedsorganisationen werden vor allem die Bereiche Zucht, Leistungsprüfung und Besamung vertreten, ebenso die Vermarktung im In- und Ausland. Thematische Schwerpunkte sind Fragen der Tierproduktion, der Tiergesundheit und des Tierschutzes.

## Mitgliedsverbände
Folgende Organisationen sind ordentliche Mitglieder:
- Bundesverband Rind und Schwein (BRS)
- Deutsche Reiterliche Vereinigung (FN)
- Direktorium für Vollblutzucht und Rennen (DVR)
- Zentralverband der Deutschen Geflügelwirtschaft (ZDG)
- Vereinigung Deutscher Landesschafzuchtverbände (VDL)
- Bundesverband Deutscher Ziegenzüchter (BDZ)

Daneben gehören der ADT als außerordentliche Mitglieder folgende Organisationen an:
- Deutsche Landwirtschafts-Gesellschaft e.V. (DLG)
- Vereinigte Tierversicherung a. G. (VTV)[1]
- German Genetics International GmbH[2]
- Spermex GmbH[3]
- Messe Berlin GmbH
- ADT Projekt Consulting GmbH[4]
- Caisley International GmbH[5]

## Aufgaben
Laut Satzung dient die ADT der Zusammenfassung und Förderung aller Bestrebungen, die darauf ausgerichtet sind, die Wirtschaftlichkeit und die Wettbewerbskraft der Deutschen Tierproduktion zu verbessern und die Anforderungen von Ökologie und Ökonomie miteinander in Einklang zu bringen. Ihre Tätigkeit ist nicht auf einen wirtschaftlichen Geschäftsbetrieb gerichtet.